# Petare (paroisse civile)
Pour les articles homonymes, voir Petare.
Petare est l'une des cinq paroisses civiles de la municipalité de Sucre dans l'État de Miranda au Venezuela. Sa capitale est Petare, chef-lieu de la municipalité, qui constitue un ensemble de quartiers de la partie orientale de la capitale Caracas. De par son intégration à la capitale, la paroisse civile accueille une population élevée et dense qui s'élève à 372 616 habitants en 2011.

## Transports
La paroisse civile est desservie par la ligne 1 du métro de Caracas par les stations La California, Petare et Palo Verde.

## Géographie

### Démographie
Hormis sa capitale Petare qui constitue de facto l'un des quartiers de la capitale Caracas, la paroisse civile recouvre plusieurs autres quartiers :
- Campo Rico
- Colinas de Los Ruices
- El Marqués
- La California Sur
- La Urbina
- Palo Verde
- Petare
- Terrazas de Ávila
- Urbanización Miranda